# نمشکر

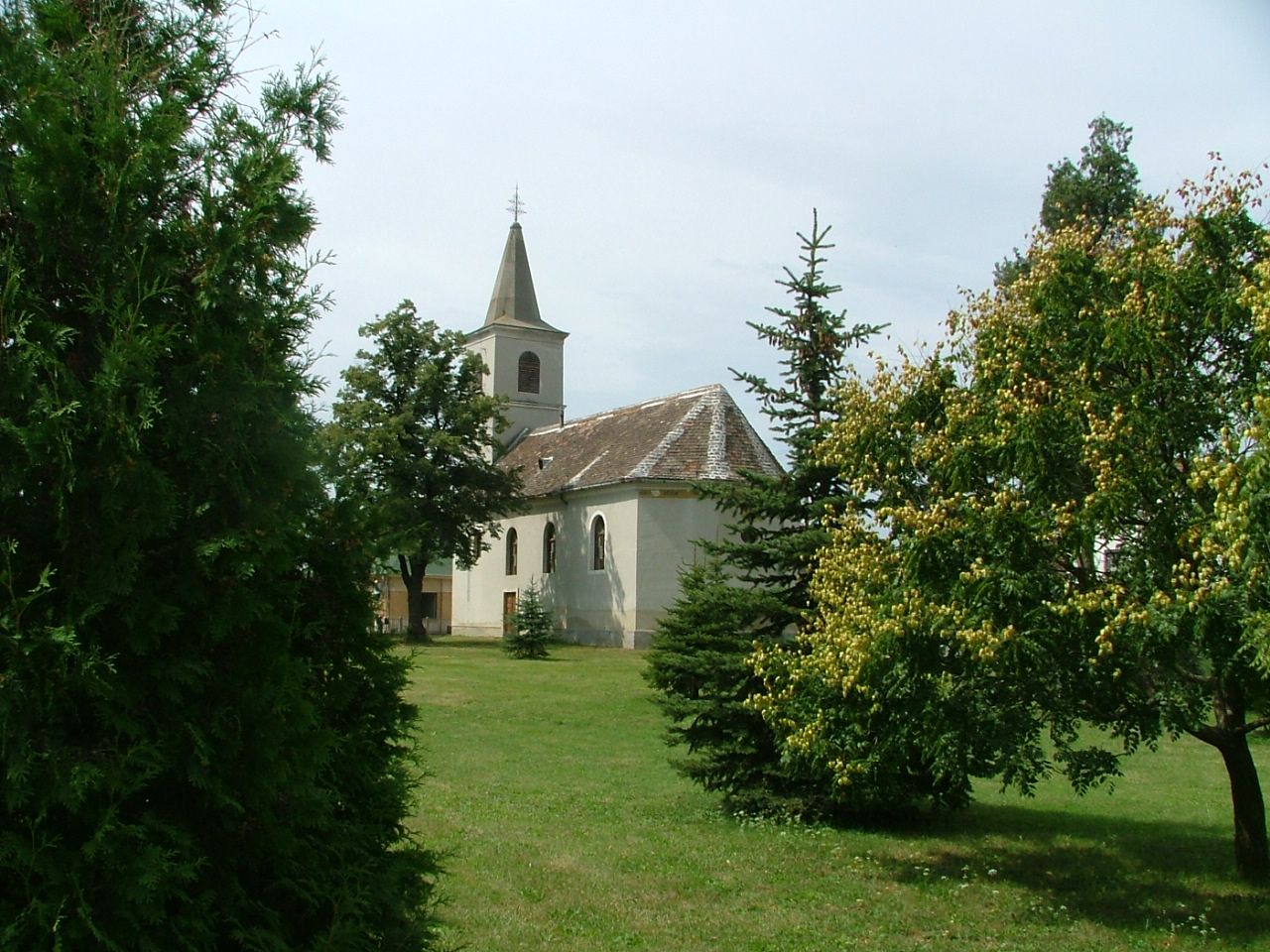
نمایی از شهرداری نمشکر

نمشکر (به مجاری:  Nemeskér) یک شهرداری در مجارستان است که در ناحیه شوپرون واقع شده‌است. نمشکر ۶٫۴۲ کیلومتر مربع مساحت و ۲۲۸ نفر جمعیت دارد.